# Lagleygeolle
Lagleygeolle település Franciaországban, Corrèze megyében. Lakosainak száma 224 fő (2022. január 1.). Lagleygeolle Beynat, Collonges-la-Rouge, Lanteuil, Meyssac, Noailhac, Le Pescher, Saint-Bazile-de-Meyssac és Sérilhac községekkel határos.

## Népesség
A település népességének változása:
| Lakosok száma | 323  | 255  | 257  | 236  | 215  | 218  | 220  | 220  | 222  | 224  |
|               | 1968 | 1982 | 1990 | 2006 | 2013 | 2015 | 2017 | 2019 | 2020 | 2022 |